# José Arriola
José Melchor Arriola fue un abogado y político peruano. 
Fue elegido por la provincia de Paruro como miembro del Congreso General de 1839 que expidió la Constitución Política del Perú de 1839, la quinta de la historia del país, durante el segundo gobierno del mariscal Agustín Gamarra.  
En los años 1850 ocupó el cargo de juez de paz en la provincia de Paruro siendo demandado por maltratos físicos en contra de Melchor Quispe, indígena de la localidad incluyendo aplicación de azotes y el corte de sus trenzas que resultaba injuriante para su honor.